# 經濟產業大臣
經濟產業大臣（日语：／）是日本內閣中掌管經濟產業省的國務大臣。簡稱經產相（けいさんしょう）。

## 概要
經濟產業大臣前身是1949年（昭和24年）由商工省重組更名的通商產業省首長通商產業大臣（簡稱通產相）。1960年代高度經濟成長期至1990年代泡沫經濟期為止是與外務大臣及大藏大臣並列的最重要閣僚之一。在自民黨政權下多由派閥領袖與次世代明日之星擔任。
每年舉行的八大工業國組織首腦會議由各國首腦與外交閣僚、財政閣僚出席，各自參與首腦會議、外長會議、財長會議。1980年威尼斯高峰會前10日，首相大平正芳去世，日本由外相大來佐武郎代理首相出席首腦會議，外長會議則由通產相佐佐木義武出席。
2001年（平成13年）中央省廳再編，通商產業省重組更名為經濟產業省，廢除通商產業大臣，新設經濟產業大臣。

## 歷代大臣
| 通商產業大臣（通商產業省） | 通商產業大臣（通商產業省） | 通商產業大臣（通商產業省）                                              | 通商產業大臣（通商產業省） | 通商產業大臣（通商產業省） |
| 代                         | 姓名                       | 內閣                                                                    | 就任日期                   | 出身黨派                   |
| -------------------------- | -------------------------- | ----------------------------------------------------------------------- | -------------------------- | -------------------------- |
| 1                          | 稻垣平太郎                 | 第3次吉田內閣                                                           | 昭和24年（1949年）5月25日  | 民主黨・參                 |
| 2                          | 池田勇人                   | 第3次吉田內閣                                                           | 昭和25年（1950年）2月17日  | 民主自由黨・眾             |
| 3                          | 高瀬莊太郎                 | 第3次吉田內閣                                                           | 昭和25年（1950年）4月11日  | 綠風會・參                 |
| 4                          | 高瀬莊太郎                 | 第3次吉田內閣                                                           | 昭和25年（1950年）5月6日   | 綠風會・參                 |
| 5                          | 橫尾龍                     | 第3次吉田第1次改造內閣                                                  | 昭和25年（1950年）6月28日  | 自由黨・眾                 |
| 6                          | 高橋龍太郎                 | 第3次吉田第2次改造內閣 第3次吉田第3次改造內閣                           | 昭和26年（1951年）7月4日   | 緑風會・參                 |
| 7                          | 池田勇人                   | 第4次吉田內閣                                                           | 昭和27年（1952年）10月30日 | 自由黨・眾                 |
| 8                          | 小笠原三九郎               | 第4次吉田內閣                                                           | 昭和27年（1952年）11月29日 | 自由黨・眾                 |
| 9                          | 小笠原三九郎               | 第4次吉田內閣                                                           | 昭和27年（1952年）12月5日  | 自由黨・眾                 |
| 10                         | 岡野清豪                   | 第5次吉田內閣                                                           | 昭和28年（1953年）5月21日  | 自由黨・眾                 |
| 11                         | 愛知揆一                   | 第5次吉田內閣                                                           | 昭和29年（1954年）1月9日   | 自由黨・眾                 |
| 12                         | 石橋湛山                   | 第1次鳩山一郎內閣                                                       | 昭和29年（1954年）12月10日 | 自由民主黨・眾             |
| 13                         | 石橋湛山                   | 第2次鳩山一郎內閣                                                       | 昭和30年（1955年）3月19日  | 自由民主黨・眾             |
| 14                         | 石橋湛山                   | 第3次鳩山一郎內閣                                                       | 昭和30年（1955年）11月22日 | 自由民主黨・眾             |
| 臨代                       | 石橋湛山                   | 石橋內閣                                                                | 昭和31年（1956年）12月23日 | 自由民主黨・眾             |
| 15                         | 水田三喜男                 | 石橋內閣                                                                | 昭和31年（1956年）12月23日 | 自由民主黨・眾             |
| 16                         | 水田三喜男                 | 第1次岸內閣                                                             | 昭和32年（1957年）2月25日  | 自由民主黨・眾             |
| 17                         | 前尾繁三郎                 | 第1次岸改造內閣                                                         | 昭和32年（1957年）7月10日  | 自由民主黨・眾             |
| 18                         | 高碕達之助                 | 第2次岸內閣                                                             | 昭和33年（1958年）6月12日  | 自由民主黨・眾             |
| 19                         | 池田勇人                   | 第2次岸改造內閣                                                         | 昭和34年（1959年）6月18日  | 自由民主黨・眾             |
| 20                         | 石井光次郎                 | 第1次池田內閣                                                           | 昭和35年（1960年）7月19日  | 自由民主黨・眾             |
| 21                         | 椎名悅三郎                 | 第2次池田內閣                                                           | 昭和35年（1960年）12月8日  | 自由民主黨・眾             |
| 22                         | 佐藤榮作                   | 第2次池田第1次改造內閣                                                  | 昭和36年（1961年）7月18日  | 自由民主黨・眾             |
| 23                         | 福田一                     | 第2次池田第2次改造內閣 第2次池田第3次改造內閣                           | 昭和37年（1962年）7月18日  | 自由民主黨・眾             |
| 24                         | 福田一                     | 第3次池田內閣                                                           | 昭和38年（1963年）12月9日  | 自由民主黨・眾             |
| 25                         | 櫻內義雄                   | 第3次池田改造內閣                                                       | 昭和39年（1964年）7月18日  | 自由民主黨・眾             |
| 26                         | 櫻內義雄                   | 第1次佐藤內閣                                                           | 昭和39年（1964年）11月9日  | 自由民主黨・眾             |
| 27                         | 三木武夫                   | 第1次佐藤第1次改造內閣 第1次佐藤第2次改造內閣                           | 昭和40年（1965年）6月3日   | 自由民主黨・眾             |
| 28                         | 菅野和太郎                 | 第1次佐藤第3次改造內閣                                                  | 昭和41年（1966年）12月3日  | 自由民主黨・眾             |
| 29                         | 菅野和太郎                 | 第2次佐藤內閣                                                           | 昭和42年（1967年）2月17日  | 自由民主黨・眾             |
| 30                         | 椎名悅三郎                 | 第2次佐藤第1次改造內閣                                                  | 昭和42年（1967年）11月25日 | 自由民主黨・眾             |
| 31                         | 大平正芳                   | 第2次佐藤第2次改造內閣                                                  | 昭和43年（1968年）11月30日 | 自由民主黨・眾             |
| 32                         | 宮澤喜一                   | 第3次佐藤內閣                                                           | 昭和45年（1970年）1月14日  | 自由民主黨・眾             |
| 33                         | 田中角榮                   | 第3次佐藤改造內閣                                                       | 昭和46年（1971年）7月5日   | 自由民主黨・眾             |
| 34                         | 中曾根康弘                 | 第1次田中角榮內閣                                                       | 昭和47年（1972年）7月7日   | 自由民主黨・眾             |
| 35                         | 中曾根康弘                 | 第2次田中角榮內閣 第2次田中角榮第1次改造內閣 第2次田中角榮第2次改造內閣 | 昭和47年（1972年）12月22日 | 自由民主黨・眾             |
| 36                         | 河本敏夫                   | 三木內閣 三木改造內閣                                                   | 昭和49年（1974年）12月9日  | 自由民主黨・眾             |
| 37                         | 田中龍夫                   | 福田赳夫內閣                                                            | 昭和51年（1976年）12月24日 | 自由民主黨・眾             |
| 38                         | 河本敏夫                   | 福田赳夫改造內閣                                                        | 昭和52年（1977年）11月28日 | 自由民主黨・眾             |
| 39                         | 江崎真澄                   | 第1次大平內閣                                                           | 昭和53年（1978年）12月7日  | 自由民主黨・眾             |
| 40                         | 佐佐木義武                 | 第2次大平內閣                                                           | 昭和54年（1979年）11月9日  | 自由民主黨・眾             |
| 41                         | 田中六助                   | 鈴木善幸內閣                                                            | 昭和55年（1980年）7月17日  | 自由民主黨・眾             |
| 42                         | 安倍晉太郎                 | 鈴木善幸改造內閣                                                        | 昭和56年（1981年）11月30日 | 自由民主黨・眾             |
| 43                         | 山中貞則                   | 第1次中曾根內閣                                                         | 昭和57年（1982年）11月27日 | 自由民主黨・眾             |
| 44                         | 宇野宗佑                   | 第1次中曾根內閣                                                         | 昭和58年（1983年）6月10日  | 自由民主黨・眾             |
| 45                         | 小此木彥三郎               | 第2次中曾根內閣                                                         | 昭和58年（1983年）12月27日 | 自由民主黨・眾             |
| 46                         | 村田敬次郎                 | 第2次中曾根第1次改造內閣                                                | 昭和59年（1984年）11月1日  | 自由民主黨・眾             |
| 47                         | 渡邊美智雄                 | 第2次中曾根第2次改造內閣                                                | 昭和60年（1985年）12月28日 | 自由民主黨・眾             |
| 48                         | 田村元                     | 第3次中曾根內閣                                                         | 昭和61年（1986年）7月22日  | 自由民主黨・眾             |
| 49                         | 田村元                     | 竹下內閣                                                                | 昭和62年（1987年）11月6日  | 自由民主黨・眾             |
| 50                         | 三塚博                     | 竹下改造內閣                                                            | 昭和63年（1988年）12月27日 | 自由民主黨・眾             |
| 51                         | 梶山靜六                   | 宇野內閣                                                                | 平成元年（1989年）6月3日   | 自由民主黨・眾             |
| 52                         | 松永光                     | 第1次海部內閣                                                           | 平成元年（1989年）8月10日  | 自由民主黨・眾             |
| 53                         | 武藤嘉文                   | 第2次海部內閣                                                           | 平成2年（1990年）2月28日   | 自由民主黨・眾             |
| 54                         | 中尾榮一                   | 第2次海部改造內閣                                                       | 平成2年（1990年）12月29日  | 自由民主黨・眾             |
| 55                         | 渡部恒三                   | 宮澤內閣                                                                | 平成3年（1991年）11月5日   | 自由民主黨・眾             |
| 56                         | 森喜朗                     | 宮澤改造內閣                                                            | 平成4年（1992年）12月12日  | 自由民主黨・眾             |
| 57                         | 熊谷弘                     | 細川內閣                                                                | 平成5年（1993年）8月9日    | 新生黨・眾                 |
| 臨代                       | 羽田孜                     | 羽田內閣                                                                | 平成6年（1994年）4月28日   | 新生黨・眾                 |
| 58                         | 畑英次郎                   | 羽田內閣                                                                | 平成6年（1994年）4月28日   | 新生黨・眾                 |
| 59                         | 橋本龍太郎                 | 村山內閣 村山改造內閣                                                   | 平成6年（1994年）6月30日   | 自由民主黨・眾             |
| 60                         | 塚原俊平                   | 第1次橋本內閣                                                           | 平成8年（1996年）1月11日   | 自由民主黨・眾             |
| 61                         | 佐藤信二                   | 第2次橋本內閣                                                           | 平成8年（1996年）11月7日   | 自由民主黨・眾             |
| 62                         | 堀內光雄                   | 第2次橋本改造內閣                                                       | 平成9年（1997年）9月11日   | 自由民主黨・眾             |
| 63                         | 與謝野馨                   | 小渕內閣 小淵第1次改造內閣                                              | 平成10年（1998年）7月30日  | 自由民主黨・眾             |
| 64                         | 深谷隆司                   | 小淵第2次改造內閣                                                       | 平成11年（1999年）10月5日  | 自由民主黨・眾             |
| 65                         | 深谷隆司                   | 第1次森內閣                                                             | 平成12年（2000年）4月5日   | 自由民主黨・眾             |
| 66                         | 平沼赳夫                   | 第2次森內閣 第2次森改造內閣                                             | 平成12年（2000年）7月4日   | 自由民主黨・眾             |
| 經濟產業大臣（經濟產業省） |                            |                                                                         |                            |                            |
| 代                         | 氏名                       | 內閣                                                                    | 就任日                     | 出身黨派                   |
| 1                          | 平沼赳夫                   | 第2次森改造內閣                                                         | 平成13年（2001年）1月6日   | 自由民主黨・眾             |
| 2                          | 平沼赳夫                   | 第1次小泉內閣 第1次小泉第1次改造內閣                                    | 平成13年（2001年）4月26日  | 自由民主黨・眾             |
| 3                          | 中川昭一                   | 第1次小泉第2次改造內閣                                                  | 平成15年（2003年）9月22日  | 自由民主黨・眾             |
| 4                          | 中川昭一                   | 第2次小泉內閣 第2次小泉改造內閣                                         | 平成15年（2003年）11月19日 | 自由民主黨・眾             |
| 5                          | 中川昭一                   | 第3次小泉內閣                                                           | 平成17年（2005年）9月21日  | 自由民主黨・眾             |
| 6                          | 二階俊博                   | 第3次小泉改造內閣                                                       | 平成17年（2005年）10月31日 | 自由民主黨・眾             |
| 7                          | 甘利明                     | 第1次安倍內閣 第1次安倍改造內閣                                         | 平成18年（2006年）9月26日  | 自由民主黨・眾             |
| 8                          | 甘利明                     | 福田康夫內閣                                                            | 平成19年（2007年）9月26日  | 自由民主黨・眾             |
| 9                          | 二階俊博                   | 福田康夫改造內閣                                                        | 平成20年（2008年）8月2日   | 自由民主黨・眾             |
| 10                         | 二階俊博                   | 麻生內閣                                                                | 平成20年（2008年）9月24日  | 自由民主黨・眾             |
| 11                         | 直嶋正行                   | 鳩山由紀夫內閣                                                          | 平成21年（2009年）9月16日  | 民主黨・參                 |
| 12                         | 直嶋正行                   | 菅直人內閣                                                              | 平成22年（2010年）6月7日   | 民主黨・參                 |
| 13                         | 大畠章宏                   | 菅直人第1次改造內閣                                                     | 平成22年（2010年）9月17日  | 民主黨・眾                 |
| 14                         | 海江田萬里                 | 菅直人第2次改造內閣                                                     | 平成23年（2011年）1月14日  | 民主黨・眾                 |
| 15                         | 鉢呂吉雄                   | 野田內閣                                                                | 平成23年（2011年）9月2日   | 民主黨・眾                 |
| 臨代                       | 藤村修                     | 野田內閣                                                                | 平成23年（2011年）9月11日  | 民主黨・眾                 |
| 16                         | 枝野幸男                   | 野田內閣                                                                | 平成23年（2011年）9月12日  | 民主黨・眾                 |
| 17                         | 茂木敏充                   | 第2次安倍內閣                                                           | 平成24年（2012年）12月26日 | 自由民主黨・眾             |
| 18                         | 小淵優子                   | 第2次安倍改造內閣                                                       | 平成26年（2014年）9月3日   | 自由民主黨・眾             |
| 臨代                       | 高市早苗                   | 第2次安倍改造內閣                                                       | 平成26年（2014年）10月20日 | 自由民主黨・眾             |
| 19                         | 宮澤洋一                   | 第2次安倍改造內閣                                                       | 平成26年（2014年）10月21日 | 自由民主黨・參             |
| 20                         | 宮澤洋一                   | 第3次安倍內閣                                                           | 平成26年（2014年）12月24日 | 自由民主黨・參             |
| 21                         | 林幹雄                     | 第3次安倍改造內閣                                                       | 平成27年（2015年）10月7日  | 自由民主黨・眾             |
| 22                         | 世耕弘成                   | 第3次安倍第2次改造內閣                                                  | 平成28年（2016年）8月3日   | 自由民主黨・參             |
| 23                         | 世耕弘成                   | 第4次安倍内閣 第4次安倍第1次改造内閣                                    | 平成29年（2017年）11月1日  | 自由民主黨・參             |
| 24                         | 菅原一秀                   | 第4次安倍第2次改造内閣                                                  | 令和元年（2019年）9月11日  | 自由民主党・眾             |
| 25                         | 梶山弘志                   | 第4次安倍第2次改造内閣                                                  | 令和元年（2019年）10月2日  | 自由民主党・眾             |
| 26                         | 梶山弘志                   | 菅義偉內閣                                                              | 令和2年（2020年）9月16日   | 自由民主党・眾             |
| 27                         | 萩生田光一                 | 第1次岸田内閣                                                           | 令和3年（2021年）10月4日   | 自由民主黨・眾             |
| 28                         | 萩生田光一                 | 第2次岸田内閣                                                           | 令和3年（2021年）11月10日  | 自由民主黨・眾             |
| 29                         | 西村康稔                   | 第2次岸田改造内閣                                                       | 令和4年（2022年）8月10日   | 自由民主黨・眾             |
| 30                         | 齋藤健                     | 第2次岸田改造内閣                                                       | 令和4年（2023年）12月14日  | 自由民主黨・眾             |
| 31                         | 武藤容治                   | 石破内閣                                                                | 令和6年（2024年）10月1日   | 自由民主黨・眾             |

## 外部連結
- 大臣・副大臣・大臣政務官（METI/經濟產業省） （页面存档备份，存于）